# دوجلاس هودج
دوغلاس هودج Douglas Hodge (مواليد 25 فبراير 1960) هو ممثل ومخرج وموسيقي إنجليزي. له مسيرة واسعة في المسرح، بالإضافة إلى السينما والتلفزيون، من أشهر أعماله روبن هود (2010)، أساطير أوز: عودة دوروثي وديانا (كلاهما 2013)، بيني دريدفول (2016)، كاتاستروف (2018)، الجوكر وفقد في الفضاء (كلاهما 2019)، و العظيمة (2020–2023).